# Vizcondado de los Asilos
El vizcondado de los Asilos es un título nobiliario español creado por la reina regente María Cristina de Habsburgo Lorena y concedido, en nombre del rey Alfonso XIII, a Eduardo Santa Ana y Camaleño, senador del Reino y secretario del Senado, el 12 de enero de 1891 por real decreto y el 29 de abril del mismo año por real despacho.
Este título se concedió para Eduardo Santa Ana y Camaleño, para sí y sus descendientes varones que llevasen el apellido «Santa Ana».
Al fallecer sin descendencia, el título se extinguió.

## Vizcondes de los Asilos
|                           | Titular                      | Periodo                   |
| Creación por Alfonso XIII | Creación por Alfonso XIII    | Creación por Alfonso XIII |
| ------------------------- | ---------------------------- | ------------------------- |
| I                         | Eduardo Santa Ana y Camaleño | 1891-1905                 |
| Título caducado           |                              |                           |

## Historia de los vizcondes de los Asilos
- Eduardo Santa Ana y Camaleño, I vizconde de los Asilos, senador por Huelva, Soria y Teruel entre 1891 y 1901.[4]